# LineageOS
LineageOS（也称Lineage OS、Lineage OS Android Distribution）是一个面向智慧型手機和平板電腦的自由、免费、开放原始碼的Android系統分支。它是深受欢迎的定制ROM CyanogenMod的继任者。它在2016年12月Cyanogen公司突然宣布停止开发並关闭项目基础设施後复刻而生。LineageOS於2016年12月24日正式启动，其原始码存放於GitHub。
由於Cyanogen公司保留了使用Cyanogen名称的权利，因此計畫復刻後更名为LineageOS。

## 背景
CyanogenMod（常简称为“CM”）是一个非常流行的基於Android行動裝置平台，為智慧型手機和平板電腦而設的免费開放原始碼操作系统。虽然只有部分CyanogenMod使用者选择回報使用該系統，但截至2015年3月23日，一些报告指出已有超过5000万人在他们的手机上裝載CyanogenMod。它也常被其他ROM的开发者作为二次訂製新系统的基础。
2013年，CM的创始人史蒂夫·科迪克获得名为Cyanogen公司的风险融资，使這項計劃得以商业化。但他認為公司没能成功地運用、發展這項計畫，於是他在2016年（可能被迫）離職。作为公司重组的一部分，这涉及到更换首席执行長（CEO）、关闭辦事處，停止計畫及相關服务。不過由於代碼本身屬於开放原始码並極為熱門，因此很快地以新名字LineageOS复刻，并作为社群项目继续开发。
CyanogenMod及继任者LineageOS会提供裝置製造商搭載的官方韌體中尚未內建/開放的功能选项，它支援的功能特色包含：
- 佈景主题架構[15]（13及以前版本）
- Trebuchet主頁，以原始的Android啟動器改良（12起整體功能簡化）
- FLAC音訊编碼/解码器
- 更大的存取点名称清單
- 隐私守衛，管理每個应用程式的权限（15.1起整合為“安全中心”，17.1改用Permission Hub）[16]
- 安全鎖，保護每個應用程式
- 透過通用端口共享網路
- CPU超頻與其他效能強化（部分型號提供）
- 可解锁的啟動程式
- Root权限管理
- Pie Control扇形手勢操作（部分型號提供）
- 自訂導覽列/虚拟按鍵功能及排序
- 自訂狀態列的電池圖示、百分比、時鐘位置、上傳/下載速率指示器等
- 自訂通知面板內的快速設定，例如Wi-Fi、藍牙、GPS、手電筒等
- 一次清除所有最近使用的應用程式
- 快速啟動捷徑，可將預設的Google即時資訊（如有安裝Gapps）更換為最多3個特殊功能，例如休眠、螢幕截圖、開啟應用程式等（12及以前版本）
- 更多的鎖定螢幕選項，可顯示天氣資訊、音樂播放效果、應用程式捷徑等
- 延伸桌面（Expanded desktop），個別隱藏狀態列/導覽列
- 夜間模式（Night mode），內附數款主色彩可供切換
- LiveDisplay，可依據環境調整螢幕色溫
- 內建螢幕錄影工具
- LED指示燈設定（須裝置硬體支援）
- 系統設定檔
- 其他使用者介面的改善

其中大多数功能（或採用不同方式實作的类似功能）存在一段时间後被整合至Android原始碼。此外，部分功能也有可能隨著版本推進而被變更或移除。
據开发者表示，CyanogenMod本身不包含间谍软體和臃腫的客製軟體，因此也被认为擁有比官方韌體更佳的效能與可靠度。
與CyanogenMod不同的是，LineageOS的Root权限将不再“內建於系統中”，使用者仍可額外安裝.zip格式的元件或Magisk並啟用。

## 开发
這項計畫使用Gerrit完成其代码审查流程。LineageOS保留了CyanogenMod所用的版本控制格式（例如Android 7.1为LineageOS 14.1）。
許多来自XDA的开发者依據其原始碼編譯了非官方版本的Lineage OS。
LineageOS正在开发一个名为“FlipFlap”的專屬功能，並为翻蓋提供相容性和新功能。對於某些三星裝置可能还具有模拟翻盖。

## 版本
| 版本                                         | AOSP 版本              | 首次發行時間                              | 最後更新時間   |
| -------------------------------------------- | ---------------------- | ----------------------------------------- | -------------- |
| 13.0                                         | 6.0.1 (Marshmallow)    | 2016年12月20日 as CM 2017年1月22日 as LOS | 2018年2月11日  |
| 14.1                                         | 7.1.2 (Nougat)         | 2016年11月9日 as CM 2017年1月22日 as LOS  | 2019年2月24日  |
| 15.1                                         | 8.1.0 (Oreo)           | 2018年2月26日                             | 2020年2月28日  |
| 16.0                                         | 9.0.0 (Pie)            | 2019年3月1日                              | 2021年2月16日  |
| 17.1                                         | 10 (Quince Tart)       | 2020年4月1日                              | 2022年2月16日  |
| 18.1                                         | 11 (Red Velvet Cake)   | 2021年4月1日                              | 2024年3月5日   |
| 19.1                                         | 12.1 (Snow Cone)       | 2022年4月26日                             | 2023年11月12日 |
| 20                                           | 13 (Tiramisu)          | 2022年12月31日                            | 當前           |
| 21                                           | 14 (Upside Down Cake)  | 2024年2月14日                             | 當前           |
| 22.1                                         | 15 (Vanilla Ice Cream) | 2024年12月31日                            | 當前           |
| 格式：舊版本舊版本，仍被支援当前版本未来版本 |                        |                                           |                |